# Anneke Beerten
Anneke Beerten (* 7. Juli 1982 in Mariënvelde) ist eine ehemalige niederländische Mountainbikerin. Ihre größten Erfolge erzielte sie in der Disziplin Four Cross.

## Sportlicher Werdegang
Ihre Karriere begann Beerten auf dem BMX, 1996 und 1997 wurde sie Weltmeisterin im Nachwuchsbereich. Anfang der 2000er Jahre wechselte sie zum Mountainbikesport und spezialisiere sich auf die Disziplin Four Cross (4X). 2003 stand sie beim Mountainbike-Weltcup in Fort William erstmals auf dem Podium, im Jahr 2005 gewann sie das erste Weltcup-Rennen ihrer Karriere und wurde Zweite der Weltcup-Gesamtwertung im Four-Cross.
Von 2007 bis 2012 war Beerten die dominierende Fahrerin im Four Cross: in jeder Saison gewann sie mehrere Weltcup-Rennen und insgesamt viermal die Weltcup-Gesamtwertung. Nach mehreren Medaillen bei internationalen Meisterschaften wurde sie 2011 erstmals Weltmeisterin, 2012 verteidigte sie den Titel erfolgreich.
Nachdem zur Saison 2012 der Four Cross aus dem Weltcup-Programm gestrichen wurde, startete sie in der Nachfolgeserie 4X Pro Series und gewann drei Rennen und die Gesamtwertung. Zur Saison 2013 wechselte sie jedoch das Team, um sich breiter aufzustellen und neue Herausforderungen anzunehmen. Seit 2013 startet sie neben den Four Cross in der Enduro World Series sowie bei Sea Otter- und Crankworx-Events. In der Saison 2015 wurde sie das dritte Mal Weltmeisterin im Four Cross, Gewinnerin der Crankworx World Tour ''Queen of Crankworx", Dritte der Gesamtwertung der Enduro World Series sowie die erste Europameisterin im MTB-Enduro.
2016/2017 musste Beerten nach einer Viruserkrankung und einer Schulterverletzung kürzertreten. Zu Beginn der Saison 2019 erklärte sie, dass sie zukünftig nur noch bei ausgewählten Wettkämpfen der Enduro World Series und der Crankworx World Tour an den Start gehen wird und sich mehr auf das Produzieren von Online-Content und ihre neue Rolle als Trainerin für Frauen und Kinder konzentrieren möchte.
Bei den Mountainbike-Weltmeisterschaften 2019 in Mont Sainte-Anne startete sie bei den erstmals ausgetragenen Titelkämpfen im E-MTB Cross-Country und gewann die Bronzemedaille. Seit dem Start bei der Crankworx World Tour 2021 in Rotorua wird sie nicht mehr in den Ergebnislisten geführt.

## Erfolge
| 1996 - Weltmeisterin – BMX 1997 - Weltmeisterin – BMX 2005 - zwei Weltcup-Erfolge – 4X 2006 - Weltmeisterschaften – 4X 2007 - Weltmeisterschaften – 4X - drei Weltcup-Erfolge – 4X - Gesamtwertung UCI-MTB-Weltcup – 4X 2008 - drei Weltcup-Erfolge – 4X - Gesamtwertung UCI-MTB-Weltcup – 4X 2009 - drei Weltcup-Erfolge – 4X - Gesamtwertung UCI-MTB-Weltcup – 4X 2010 - Europameisterschaften – 4X - zwei Weltcup-Erfolge – 4X | 2011 - Weltmeisterin – 4X - vier Weltcup-Erfolge – 4X - Gesamtwertung UCI-MTB-Weltcup – 4X 2012 - Weltmeisterin – 4X - drei Erfolge 4X Pro Series - Gesamtwertung 4X Pro Series 2014 - Weltmeisterschaften – 4X 2015 - Weltmeisterin – 4X - Europameisterin – END - Gesamtwertung Crankworx World Tour 2016 - Weltmeisterschaften – 4X 2019 - Weltmeisterschaften – E-MTB XC |